# Бомбардування Стокгольма

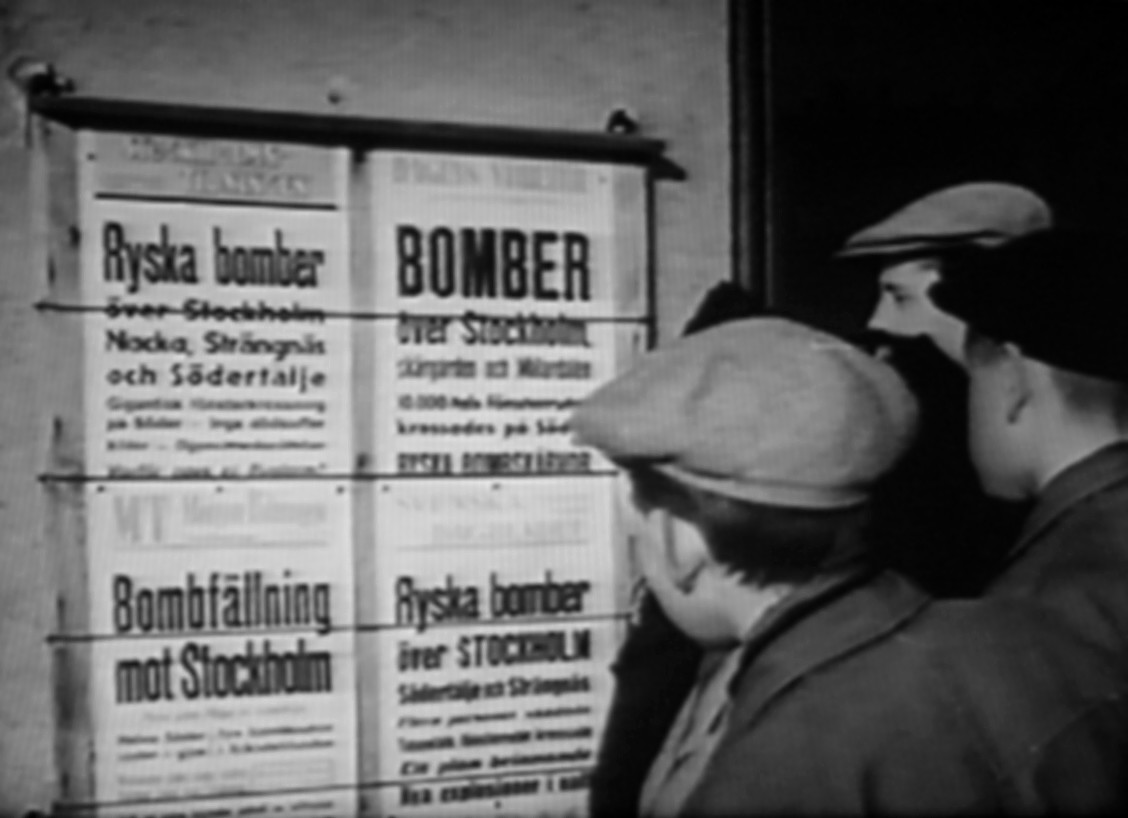
Листівки 23 лютого 1944 року.

Бомбардування Стокгольма — подія Другої світової війни, яка відбулася в ніч з 22 на 23 лютого 1944 року в Швеції, країні, яка залишалася нейтральною під час конфлікту. Різні цілі, розташовані в радіусі ста кілометрів навколо столиці Стокгольма, стали об'єктом радянської авіації. Тільки кілька людей отримали поранення, хоча деякі бомби потрапили в густонаселені райони, включаючи острів Седермальм в центрі міста.
Випадковий або навмисний характер цього бомбардування продовжує бути предметом суперечок.

## Контекст
Під час Другої світової війни, Швеція приймає позицію суворого нейтралітету, який, проте випробовується, коли німці вимагають і отримують дозвіл на використання шведських залізниць для транспортування військ до Норвегії. Фінляндія зі свого боку виступила проти СРСР, насамперед під час Зимової війни (1939—1940), а потім, в союзі з Німеччиною, під час Війни продовження (1941—1944).
На Тегеранській конференції 28 листопада 1943 року, Черчилль, Рузвельт і Сталін погодилися чинити тиск на Угорщину, Болгарію і Фінляндію, щоб ті припинили свої військові дії в союзі з нацистською Німеччиною. З цієї точки зору, і щоб підштовхнути Фінляндію, щоб покласти край війні, Радянський Союз починає взимку 1944 року повітряну кампанію проти Фінляндії.

## Розвиток подій

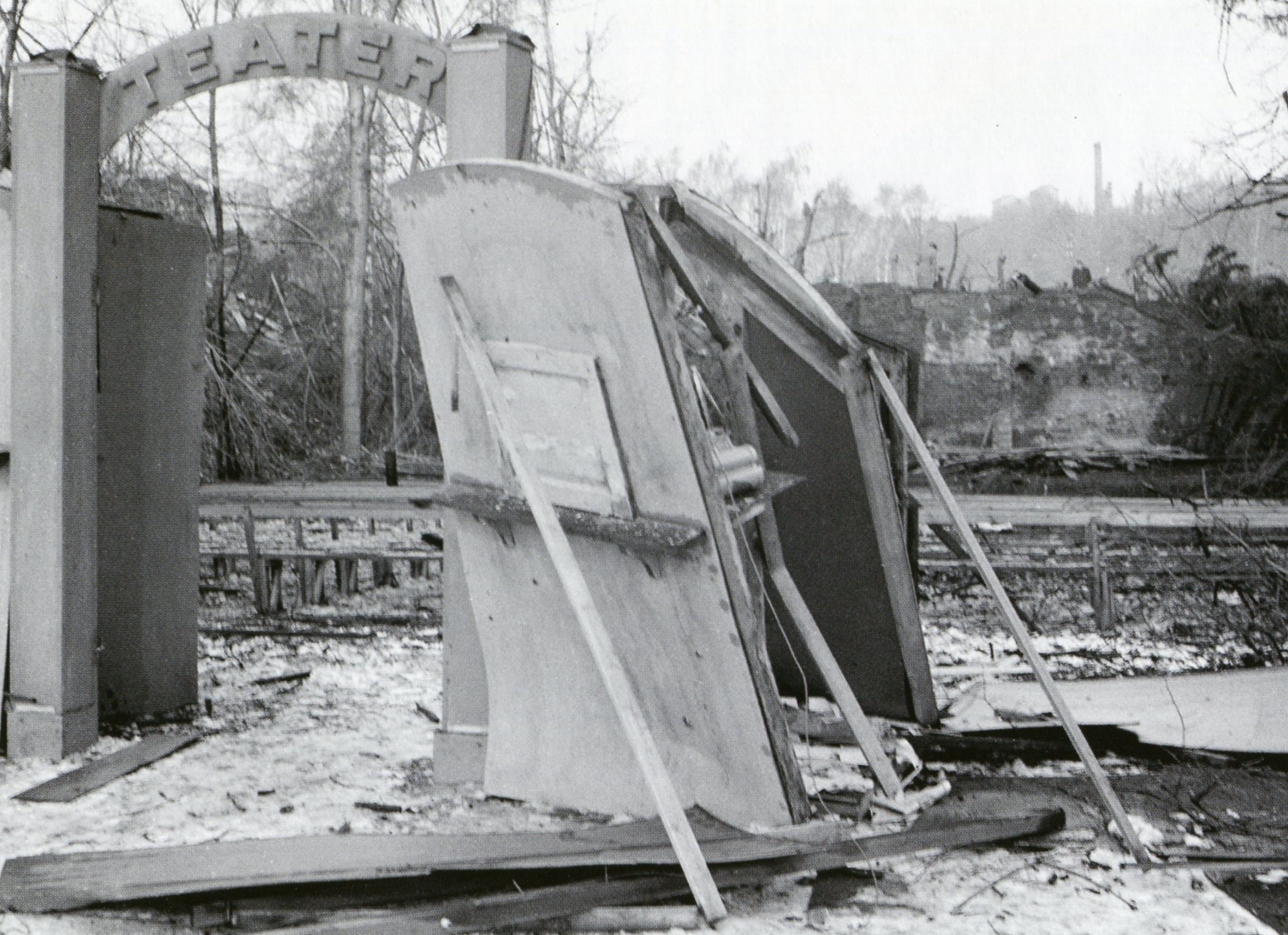
Залишки театру Еріксдаля після бомбардування 22 лютого 1944 року.

Увечері 22 лютого 1944 року 220 радянських літаків залишають свої бази в районі Ленінграда та прямують на захід. Вони літять над Фінською затокою і, за деякими гіпотезами, через труднощі навігації розкидані по великій території. З району півострів Порккала близько двадцяти літаків повертаються на свої бази. Близько 100 літаків бомбардують різні цілі на півдні Фінляндії, від Марієгамна до Гельсінкі.
У період з 20:10 по 04:00 багато радянських літаків увійшли до шведської аеронавігаційної зони. Повідомляється про шість утворень, що складаються принаймні з одного літака — але тільки три літаки пролетіли над материковою Швецією. Бомби були скинуті на островах Бліде і Свартлега на півночі Стокгольмського архіпелагу, а також в районах Ставснес, Стренгнес і Седертельє. Ближче до центру шведської столиці також постраждає район Ярла, а також район Еріксдал на острові Седермальм.
Шведська протиповітряна оборона була захоплена зненацька та не мала ні радарів, ні винищувачів для нічних бойових дій. Один з радянських літаків перебував у зоні відповідальності протиповітряного загону над Накою. Однак, шведські військові сприймають випуск освітлювальної бомби як просто сигнал і не відкривають вогонь. Коли вони розуміють свою помилку — вже пізно, і літак вже далеко.
У районі Еріксдала 100-кілограмова бомба знищує всю сцену театру під відкритим небом, а також місця в передніх рядах і огорожу навколо сцени та залишає тільки кратер глибиною три метри і шириною від п'яти до шести метрів. У той же час три менші бомби вибухають приблизно за 50 метрів та розбивають багато вікон навколо перехрестя вулиць Рінгвеген і Гетгатан, і навіть на іншому кінці моста Сканстулл. Офіціантка трохи поранена осколками скла, а людина, відкинута ударною хвилею, розбиває собі плече.
У Стренгнесі, місті, розташованому за 100 кілометрів на захід від Стокгольма, здається, що удар спрямований на армійський полк Седерманланд. Після десяти хвилин спостереження на великій висоті радянський літак робить піке і скидає велику бомбу, яка вибухає приблизно в п'ятдесяти метрах від південних казарм. Далі він скидає ще п'ять менших бомб, одна з яких не вибухає і залишилась в снігу на північ від казарм, а також три освітлювальні бомби, з яких тільки одна вибухає, освітлюючи все місто. Більше місць бомбардування було знайдено пізніше, особливо на Тостерен, острові в озері Меларен. Загалом, на Стренгнес було скинуто десять вибухових бомб і три освітлювальних. Двоє солдатів полку були поранені шрапнеллю ·  · .

## Провокація чи помилка

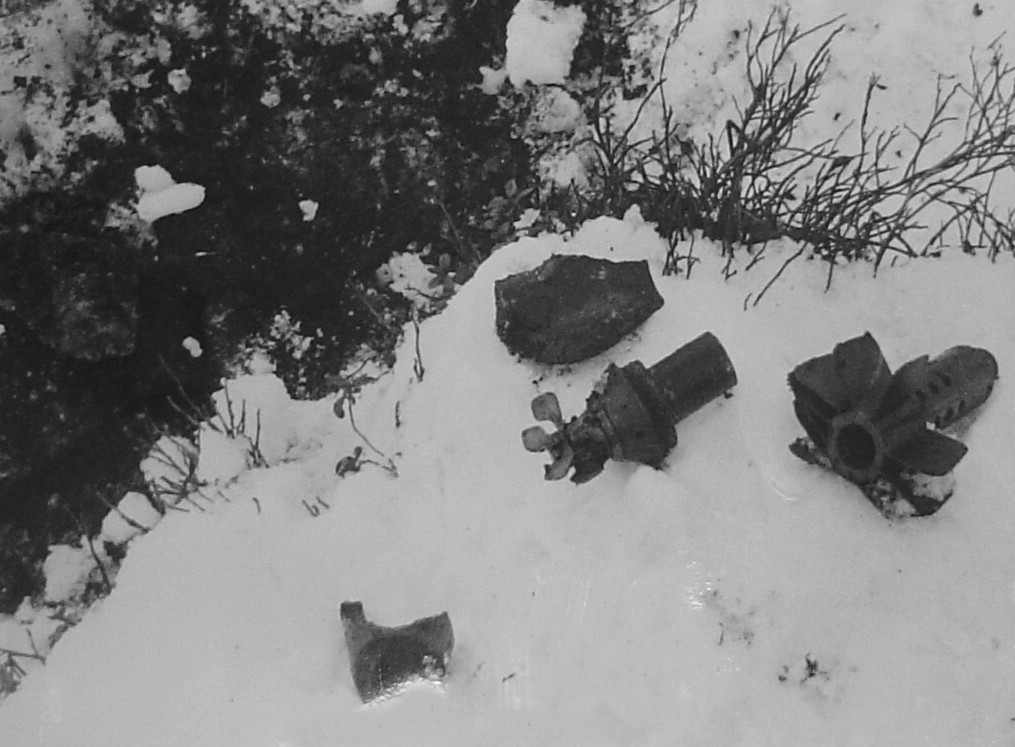
Фрагменти бомби, що була знайдена в муніципалітеті Нака.

Бомбардування в ніч на 22-23 лютого 1944 року вважається деякими джерелами, як наслідок прагнення Москви попередити Стокгольм про будь-яку підтримку Фінляндії. Хоча закінчення війни здавалось тоді близьким, Радянський Союз не хотів, щоб Швеція підтримувала Фінляндію або Німеччину, наприклад, шляхом розміщення військ на Аландських островах.
В інтерв'ю, опублікованому Spioner emellan («Між шпигунами»), колишній офіцер поліції безпеки Швеції (Säpo) Торе Форсберг заявив, що бомбардування пов'язане з ув'язненням радянського секретного агента Василія Сидоренка. СРСР, який одночасно проводив дипломатичну кампанію, хотів би чинити тиск на Швецію, щоб звільнити свого агента, діяльність якого була спрямована саме на бронетанковий полк Стренгнес.
За іншими даними, за бомбардуванням стоять людські і матеріальні помилки в радянських ВПС. Одна з висунутих гіпотез полягає в тому, що у зв'язку зі зміною метеорологічних умов утворення, літаки, що мали бомбити Турку, втратили свій курс. Деякі з них опинилися над Швецією, яку вони помилково бомбардували.
Позиція радянської сторона проста: зіткнувшись з протестами шведського уряду, відповідь Москви полягала в тому, що ніякий радянський літак не пролетав над Швецією. Незважаючи на кириличні написи на знайдених фрагментах бомб, Радянський Союз не має нічого спільного з бомбардуванням.